# Охотничья команда
Охотничья команда («охотник» в значении «доброволец», то есть «группа добровольцев») — подразделения в Русской императорской армии для выполнения «отдельных поручений, соединённых с опасностью и требующих личной находчивости».
Задачи команды: разведка местности, рейды верхом и на лыжах, ближняя разведка противника, сапёрное дело, устройство переправ. Кроме того, подготовка войсковых сторожевых собак, охота на хищных зверей — в пехоте и псовая охота верхом — в кавалерии.

## История
Первые неофициальные команды «охотников» появились во время обороны Севастополя, затем в период Кавказских войн и в последнюю Турецкую кампанию. Доказав свою эффективность во время боевых действий, команды были официально утверждены приказом № 260 по военному ведомству в 1886 году.
Согласно этому приказу команды были учреждены при всех отдельных войсковых частях для подготовки нижних чинов, не более 4 человек на роту, эскадрон, сотню и батарею, к исполнению в военное время. Для заведования каждой командой назначался особый офицер. Отдельного времени для особой подготовки членам команд не выделялось. Подготовка должна была проходить за счёт личного времени военнослужащих (суббот, праздников и времени, назначенного для вольных работ).
В 1891 году циркуляром Главного штаба № 228 командам охотников было отведено два дня в неделю для особых занятий, предписывались послабления в караульной службе (в смысле количества нарядов). На время выполнения задания предлагалось улучшение питания, рекомендовалось предоставлять начальнику охотничьей команды верховую лошадь, а команде придавать артельную повозку.
В 1892 году приказом по военному ведомству № 192 для охотников введено наружное отличие — зелёные нашивки на рукавах, дано право на производство в унтер-офицеры специально за высокие охотничьи качества, без прохождения курса учебной команды, а начальнику охотничьей команды назначены столовые деньги наравне с другими младшими должностными лицами части. Комплект охотничьих команд в отдельных батальонах был доведён до восьми человек с роты.
Охотничьи команды существовали с 1886 по 1908 год, при этом по 1891 год одновременно были охотничьи команды и команды разведчиков, то есть эти команды выполняли разные функции.